# Sergio Zardini
Sergio Zardini, né le 22 novembre 1931 à Turin et mort le 21 février 1966 dans un accident de bob à Lake Placid, est un bobeur italien notamment champion du monde en 1963 et médaillé d'argent olympique en 1964.

## Carrière
Pendant sa carrière, Sergio Zardini remporte dix médailles aux championnats du monde : l'or en bob à quatre en 1963, l'argent en bob à deux en 1958, 1959, 1962 et 1963, l'argent en bob à quatre en 1959 et 1962, le bronze en bob à deux en 1960 et 1961 et le bronze en bob à quatre en 1958.
Aux Jeux d'hiver de 1964 organisés à Innsbruck en Autriche, lors de sa seule participation olympique, Sergio Zardini est médaillé d'argent en bob à deux avec Romano Bonagura. Après les Jeux, il émigre à Saint-Sauveur (Québec) au Canada où il achète un centre de ski. Il concourt ensuite pour le Canada, devenant notamment champion nord-américain de bob à deux en 1966 avec Peter Kirby. Quelques semaines plus tard, Zardini perd le contrôle de son bob dans la piste de Lake Placid aux États-Unis, s'écrase la tête contre un mur et est tué sur le coup.

## Palmarès

### Jeux Olympiques
- : médaillé d'argent en bob à 2 aux JO 1964.

### Championnats monde
- : médaillé d'or en bob à 4 aux championnats monde de 1963.
- : médaillé d'argent en bob à 2 aux championnats monde de 1958, 1959, 1962 et 1963.
- : médaillé d'argent en bob à 4 aux championnats monde de 1959 et 1962.
- : médaillé de bronze en bob à 2 aux championnats monde de 1960 et 1961.
- : médaillé de bronze en bob à 4 aux championnats monde de 1958.